# Georges Joseph Radziwiłł
Jerzy Józef Radziwiłł (10 mars 1668 - 3 janvier 1689), fils de Michał Kazimierz Radziwiłł et de Katarzyna Sobieska, 7e ordynat de Niasvij, grand échanson de Lituanie (1686), voïvode de Trakai (1688), grand chancelier de la couronne.

## Mariage et descendance
Il épouse Marie-Éléonore d'Anhalt-Dessau, fille de Jean-Georges II d'Anhalt-Dessau, qui lui donne une fille:
- Catherine Henriette (morte en bas âge)

## Sources
- (pl) Cet article est partiellement ou en totalité issu de l’article de Wikipédia en polonais intitulé « Jerzy Józef Radziwiłł » (voir la liste des auteurs).